# Système diphasé
Un système diphasé est un mélange ou un alliage constitué de deux phases (deux états de la matière ou deux phases de compositions différentes).